# Saint-Antonin-sur-Bayon
Saint-Antonin-sur-Bayon település Franciaországban, Bouches-du-Rhône megyében. Lakosainak száma 125 fő (2022. január 1.). Saint-Antonin-sur-Bayon Beaurecueil, Châteauneuf-le-Rouge, Puyloubier, Rousset és Vauvenargues községekkel határos.

## Népesség
A település népessége az elmúlt években az alábbi módon változott:
| Lakosok száma | 55   | 150  | 167  | 131  | 128  | 124  | 124  | 123  | 125  | 125  |
|               | 1968 | 1982 | 1990 | 2006 | 2013 | 2015 | 2017 | 2019 | 2020 | 2022 |